# Casamento entre pessoas do mesmo sexo no Nepal
O casamento entre pessoas do mesmo sexo no Nepal não é reconhecido ou realizado. Entre 2011 e 2012, o país estava passando por uma transição e tentou adicionar uma linguagem inclusiva a uma recém-elaborada Constituição. No entanto, as negociações entre as facções políticas falharam em 2012 e a implementação da constituição interina foi colocada em espera até que novas eleições fossem realizadas.

## História
Em 17 de novembro de 2008, a Suprema Corte do Nepal decidiu em favor de leis para garantir os direitos para as pessoas LGBT, e todas as minorias de gênero deve ser definidas como "pessoas naturais" nos termos da lei, o que inclui o direito de se casar. "Esta é uma decisão histórica para as minorias sexuais e congratulamo-nos com isso", disse Sunil Babu Pant, primeiro político abertamente gay e membro da Assembleia Constituinte do Nepal, além de ativista dos direitos dos homossexuais no sul da Ásia. O tribunal pediu ao governo para formar um comitê de estudo das leis de parceria do mesmo sexo, e afirmou que a nova lei não discrimina as minorias sexuais, incluindo cross-dressing e transgêneros.